# Cy Young
Pour les articles homonymes, voir Cy Young (homonymie) et Young.
Cy Young de son véritable nom Denton True Young (né le 29 mars 1867 à Gilmoire, Ohio, mort le 4 novembre 1955 à Newcomerstown, Ohio), est un lanceur vedette de baseball qui a évolué en Ligue majeure de baseball de 1890 à 1911.
Son nom a été donné au trophée Cy Young, remis de 1956 à 1966 au meilleur lanceur des ligues majeures de baseball. Depuis 1967, il y a deux trophées Cy Young, un pour la Ligue nationale et un pour la Ligue américaine.

## Carrière
Young est l'un des lanceurs les plus durables de l'histoire du baseball professionnel. Il a enregistré 511 victoires, 316 défaites, 815 matchs commencés et 7355 manches lancées. Tous ces exploits sont des records qui restent inégalés depuis 1911. Avant 1900, les équipes n'employaient que deux lanceurs partants, les lanceurs pouvant débuter plus de 40 parties par saison. D'autres lanceurs du XIXe siècle comme Pud Galvin et Eddie Plank n'ont pas eu des longues carrières, mais Young a pu contribuer à plus de 41 parties par an entre 1890 et 1911, soit 22 saisons. En 1901, il est transféré aux Americans de Boston, une équipe de la Ligue américaine qui venait d'être fondée. Young termine la saison en menant la ligue au nombre de victoires, de retraits sur les prises et à la moyenne de points mérités remportant la Triple couronne des lanceurs.
Young ne fut pas simplement durable, le 5 mai 1904 il a lancé le premier match parfait du XXe siècle et le premier de la Ligue américaine. Son pourcentage de victoires (511 sur 827) est de 61,79 %. Bien qu'il soit classé premier pour les défaites, il n'a que 6 défaites d'avance sur Pud Galvin, qui lui n'a qu'un pourcentage de victoires de 54,07 %.
En 1903, Les Boston Americans disputent la première Série mondiale contre les Pirates de Pittsburgh. Cy Young lance la première manche du premier match et enregistre une défaite. Il a fait trois autres apparitions dans la série et remporte deux victoires, s'illustrant lors du cinquième match avec un triple et trois points produits.
Au bâton, il a enregistré beaucoup de présences parce qu'il a lancé plus de manches que tous les autres lanceurs de l'histoire des Ligues majeures. Ainsi il a enregistré 623 coups sûrs, 57 doubles, 35 triples, 18 circuits, 290 points produits et 325 points marqués en 22 saisons. 1896 fut sa meilleure saison avec la batte, avec 11 doubles, trois triples, trois circuits et une moyenne de 0,289.
Il a réussi trois matchs sans point ni coup sûr en carrière, dont un à l'âge de 41 ans. Il a également lancé le premier match parfait avec une distance entre le monticule et le marbre de 60 pieds et 6 pouces (18,44 m). Ses deux autres matchs sans coup sûr furent lancés avant 1900 avec une distance monticule-marbre de 50 pieds (15,24 m).
Il fut élu au Temple de la renommée du baseball en 1937 lors de sa deuxième année d'éligibilité. Il fut aussi élu dans l'équipe du siècle en 1999.
Le trophée remis aux meilleurs lanceurs du baseball majeur porte son nom. De 1956 (l'année suivant la mort de Young) jusqu'en 1966, il fut remis au meilleur lanceur du baseball. Depuis 1967, deux Trophées Cy Young sont décernés, un pour chaque ligue (Nationale et Américaine).

## Palmarès

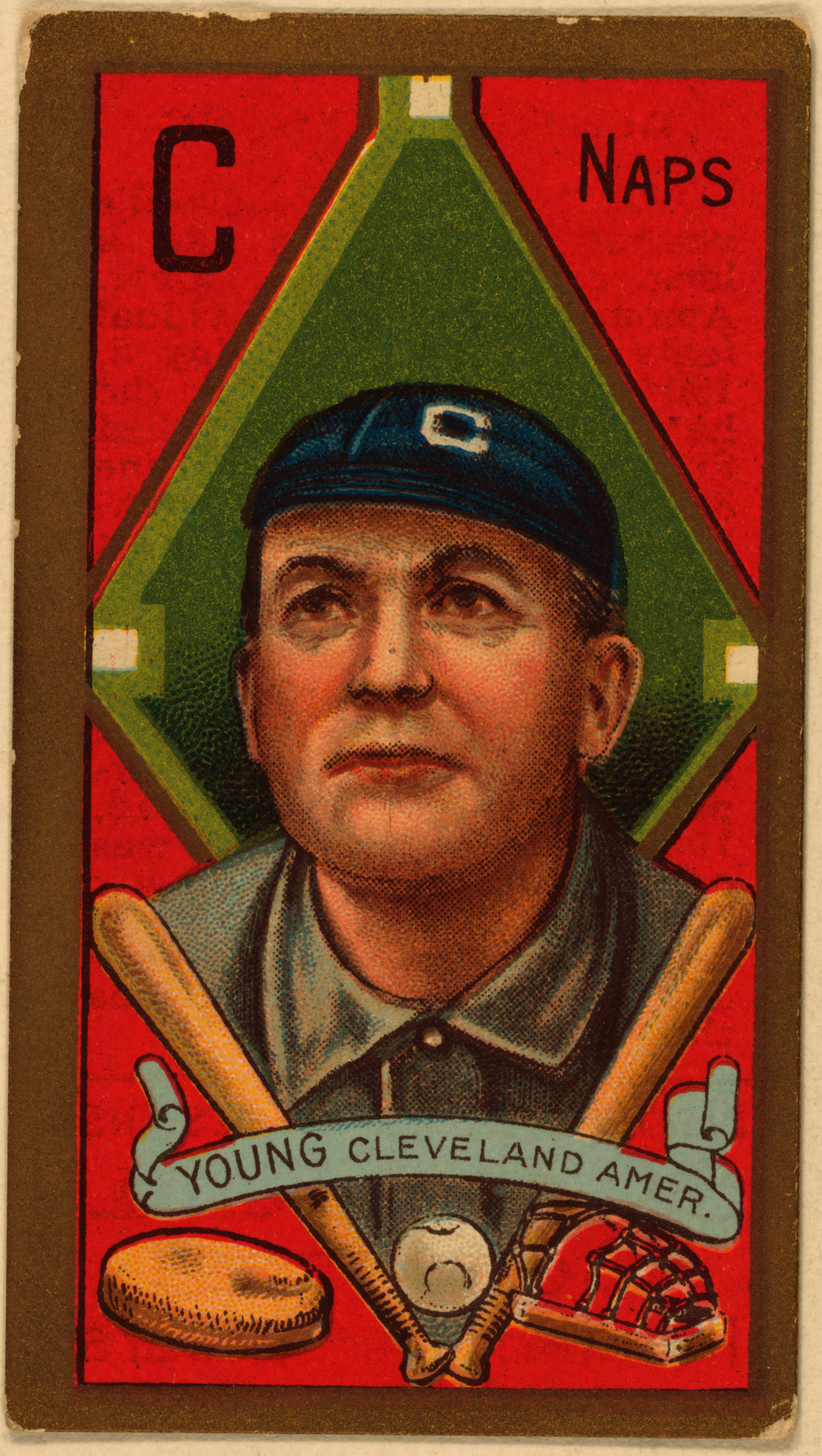
Carte à collectionner de Cy Young en 1911

- Classé 1er pour les matchs commencés
- Classé 1er pour les victoires
- Classé 1er pour les défaites
- Classé 1er pour les manches lancées
- Classé 1er pour les matchs complets
- Classé 2e pour les blanchissages
- Classé 35e pour la moyenne de points mérités

### Statistiques de lanceur
| W   | L   | ERA  | G   | GS  | CG  | SHO | SV | IP     | H    | ER   | HR  | BB   | SO   |
| 511 | 316 | 2,63 | 906 | 815 | 749 | 76  | 17 | 7354,7 | 7092 | 2147 | 138 | 1217 | 2803 |

### Statistiques au bâton
| Parties jouées | AB   | R   | H   | 2B | 3B | HR | RBI | SB | CS | BB | SO | BA   | OBP  | SLG | TB  | SH | HBP |
| 918            | 2960 | 325 | 623 | 87 | 36 | 18 | 290 | 29 | -  | 81 | -  | .210 | .281 | -   | 841 | -  | 10  |